# Муйрон-Сен-Жермен
Муйрон-Сен-Жермен (фр. Mouilleron-Saint-Germain) — муніципалітет у Франції, у регіоні Пеї-де-ла-Луар, департамент Вандея. Муйрон-Сен-Жермен утворено 1 січня 2016 року шляхом злиття муніципалітетів Муйрон-ан-Паре i Сен-Жермен-л'Егіє. Адміністративним центром муніципалітету є Муйрон-ан-Паре. Населення — 1770 осіб (01.01.2021).